# كارولان هيدوي
كارولان هيدوي (من مواليد 2 ديسمبر 2003) هي لاعبة جمباز فنية فرنسية حائزة على الميدالية البرونزية في بطولة أوروبا للجمباز الفني للسيدات 2022 في حدث عارضة التوازن. هي البطلة الفرنسية الشاملة لعامي 2021 و2022، تم ضم كارولان لأول مرة إلى فريق الجمباز الوطني الفرنسي عام 2016، واختيرت عدة مرات ضمن فريق الجمباز الفرنسي، مثلت فرنسا في دورة الألعاب الأولمبية الصيفية 2020.

## نشأتها
ولدت كارولان في أنجيه، فرنسا في 2 ديسمبر 2003. بدأت ممارسة الجمباز في سن السادسة في أنجيه للجمباز.